# (55701) Ucalégon
(55701) Ucalégon, désignation internationale (55701) Ukalegon, est un astéroïde troyen jovien.

## Description
(55701) Ucalégon est un astéroïde troyen jovien, camp troyen, c'est-à-dire situé au point de Lagrange L5 du système Soleil-Jupiter. Il présente une orbite caractérisée par un demi-grand axe de 5,161 UA, une excentricité de 0,139 et une inclinaison de 21,0° par rapport à l'écliptique.
Il est nommé en référence au personnage de la mythologie grecque Ucalégon, acteur du conflit légendaire de la guerre de Troie.

## Compléments